# Saint-Ninian
Pour les articles homonymes, voir Ninian.
Saint-Ninian est une île du Royaume-Uni située dans l'archipel des Shetland. Le cordon littoral qui la relie à la côte sud-ouest des Shetland est le tombolo le plus long du Royaume-Uni. L'île est rattachée à la paroisse civile de Dunrossness. Son tombolo, qualifié localement d’ayre (mot emprunté au vieux norrois et signifiant « plage de cailloux »), a une longueur de 500 m.
L'été, le tombolo émerge et peut être emprunté par les promeneurs ; l'hiver, les battures ramènent le sable sur le rivage et le cordon littoral est submergé, parfois pendant toute la saison, jusqu'au dépôt du sable au printemps. Selon la définition, Saint-Ninian peut donc être qualifié d'île ou de péninsule; sa superficie est d'environ 72 ha. 
Le village le plus proche est Bigton, dans la même paroisse. On y a retrouvé en 1958 sous le dallage de l'église un trésor composé de pièces d'argenterie reflétant l'orfèvrerie du haut Moyen Âge. De nombreux migrateurs, y compris des macareux, colonisent l'île et certaines espèces y nidifient.

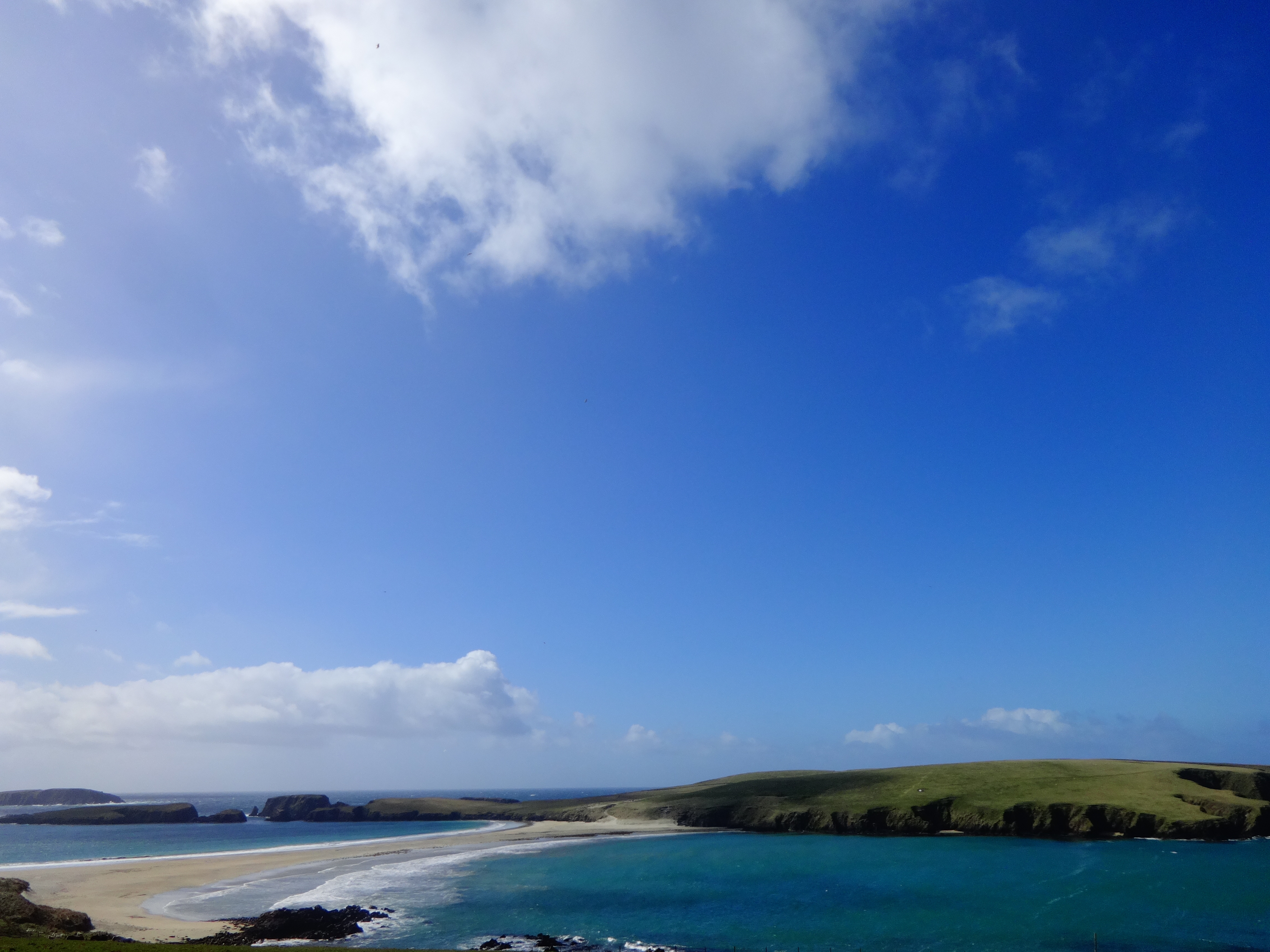
Plage de Saint-Ninian.

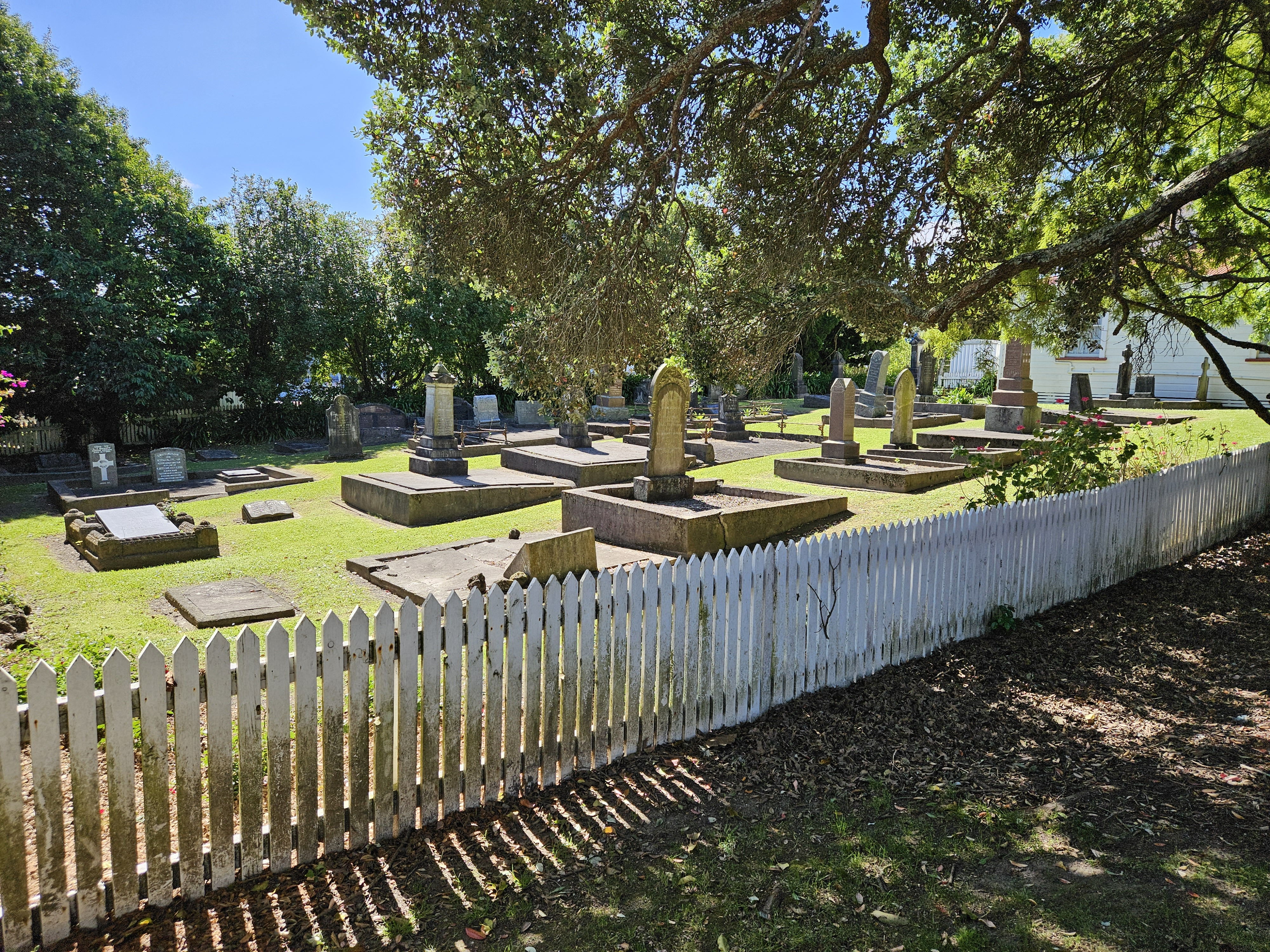
Le cimetière de l'île.